# Ernst Friedrich von Liphart

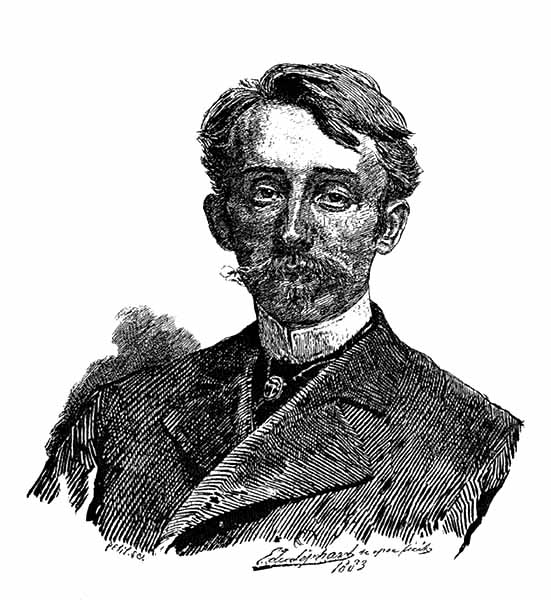
Ernst Friedrich von Liphart: Selbstporträt (1883)

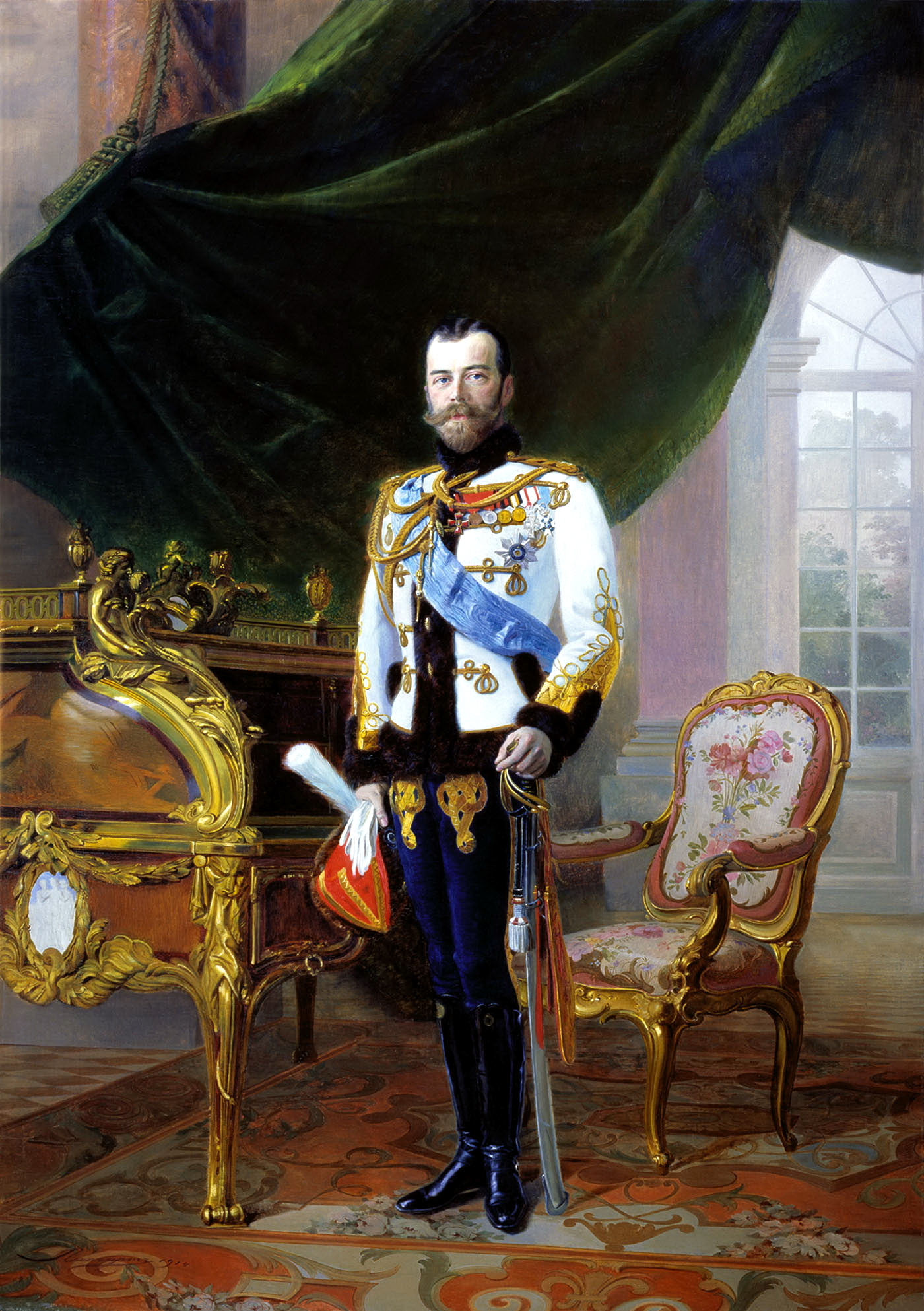
Ernst Friedrich von Liphart: Nikolaus II. (1914)

Baron Ernst Friedrich von Liphart (* 1847 in Kambja; † 1932 in Leningrad) war ein russischer Maler, Kunstexperte und Kunstsammler.

## Leben
Ernst Friedrich von Liphart entstammte der adligen deutschbaltischen Familie von Liphart, Inhaber des Raadi Landguts in der Gemeinde Vastseliina.
Seit 1860 begleitete Ernst seinen Vater, Karl Eduard von Liphart auf seinen Geschäftsreisen nach Italien und beim Einkauf von Bildern für die Kunstsammlung der Großherzogin Maria Nikolajewna, der Tochter des Zaren Nikolaus I.
Ernst studierte Malerei unter Franz von Lenbach und begleitete ihn beim Studienaufenthalt in Spanien von 1866 bis 1868.
Ernst wurde 1873 von seinem Vater enterbt, da er zum Katholizismus konvertiert war, um die Florentinerin Luisa Juan zu heiraten. Danach studierte er in Paris unter Gustave Boulanger und Jules Joseph Lefebvre an der Académie Julian.
Karl Eduard von Liphart blieb in Florenz und starb dort 1891.
Im Jahr 1886 zog Ernst Friedrich von Liphart nach Sankt Petersburg, wo er als erfolgreicher Künstler bekannt wurde. Er unterrichtete an der Zeichenschule der kaiserlichen Gesellschaft zur Förderung der Künste. Zu seinen Schülern gehörte u. a. Eugene Lanceray. 1906 wurde er zum Kurator der Gemäldegalerie der Ermitage ernannt und behielt den Posten bis 1929.
Nach der Oktoberrevolution wurden die Kunstsammlungen der Familie Liphart beschlagnahmt. Einige Kunstwerke erschienen auf einer Auktion in Kopenhagen. Die Familienresidenz Raadi wurde Eigentum der Universität Tartu.
Ernst Friedrich von Liphart musste 1921 seine Wohnung verlassen. Seine Tochter half einem zaristischen Offizier sich zu verstecken und wurde dafür hingerichtet.
In seinen letzten Lebensjahren schrieb Liphart einen Roman und ein Theaterstück.